# Wilbur Harden
Wilbur Harden (* 31. Dezember 1924 in Birmingham, Alabama; † Juni 1969) war ein amerikanischer Jazz-Trompeter und Flügelhornist.

## Leben und Wirken
Wilbur Harden spielte 1950 Rhythm & Blues bei Roy Brown und Ivory Joe Hunter, dann diente er in der US Navy. Mitte der 1950er Jahre spielte er in Detroit in der Band von Yusef Lateef und nahm mit ihm mehrere LPs auf dem Jazzlabel Savoy Records auf. 1957 tauchte er in der Hardbop-Szene New Yorks auf, nachdem er Lateefs Band verlassen hatte. 1958 nahm Harden mit John Coltrane in drei Aufnahmesessions bei Rudy Van Gelder wegweisende Stücke des Hard Bop auf, so Wells Fargo, Count Down, Tanganjika Strut, Gold Coast und weitere Stücke. Die Count Down-Session vom 11. März, die Gold Coast-Session vom 13. Juni und die Dial Africa-Session vom 24. Juni 1958 sind wichtige Werke des großen Tenorsaxofonisten in einer Übergangszeit: Sie sind wesentlich sorgfältiger produziert als die beinahe inflationär veröffentlichten Prestige-Aufnahmen aus den Jahren 1957 bis 1958 und bilden so ein wichtiges Bindeglied zu den wenig später aufgenommenen LPs bei Atlantic Records. In diesen Sessions spielt Wilbur Harden in einem weichen und geschmeidigen Stil, der stark an Miles Davis erinnert, aber auch stark vom Blues beeinflusst ist. Damals wurde Harden auch mit Kenny Dorham, Art Farmer oder Donald Byrd verglichen. Als Sideman ist Harden auch auf den Prestige-Aufnahmen vom 11. Juli 1958 zu hören, die später auf den LPs Standard Coltrane, Bahia und Stardust veröffentlicht wurden.
Harden spielte 1958 eine LP unter eigener Leitung mit Tommy Flanagan ein; 1960 wirkte er an der LP Imagines of Curtis Fuller mit. Danach zwang ihn eine Krankheit, seine aktive Musikerlaufbahn zu beenden. Wilbur Harden gehört seitdem zu den „great lost musicians“ des Modern Jazz.

## Diskografie
Als Leader
- The King And I (Savoy Records, 1958)

Mit John Coltrane
- Gold Coast (Savoy, 1958)
- Tanganjika Strut (Savoy, 1958), mit Curtis Fuller, Howard Williams, Ali Jackson Sr., Art Blakey
- Stardust (Prestige, 1958)
- Mainstream 1958 (Savoy, 1958)
- Dial Afrika (Savoy, 1958)
- Standard Coltrane (Prestige, 1958)
- Bahia (Prestige, 1958)

Mit Curtis Fuller
- Images of Curtis Fuller (Savoy, 1960)

Mit Yusef Lateef
- Jazz and the Sounds of Nature (Savoy)
- Gong!
- Prayer to the East (Savoy)
- The Sounds of Yusef (Prestige)
- Other Sounds (New Jazz)